# Trolejbusy w Ałczewsku

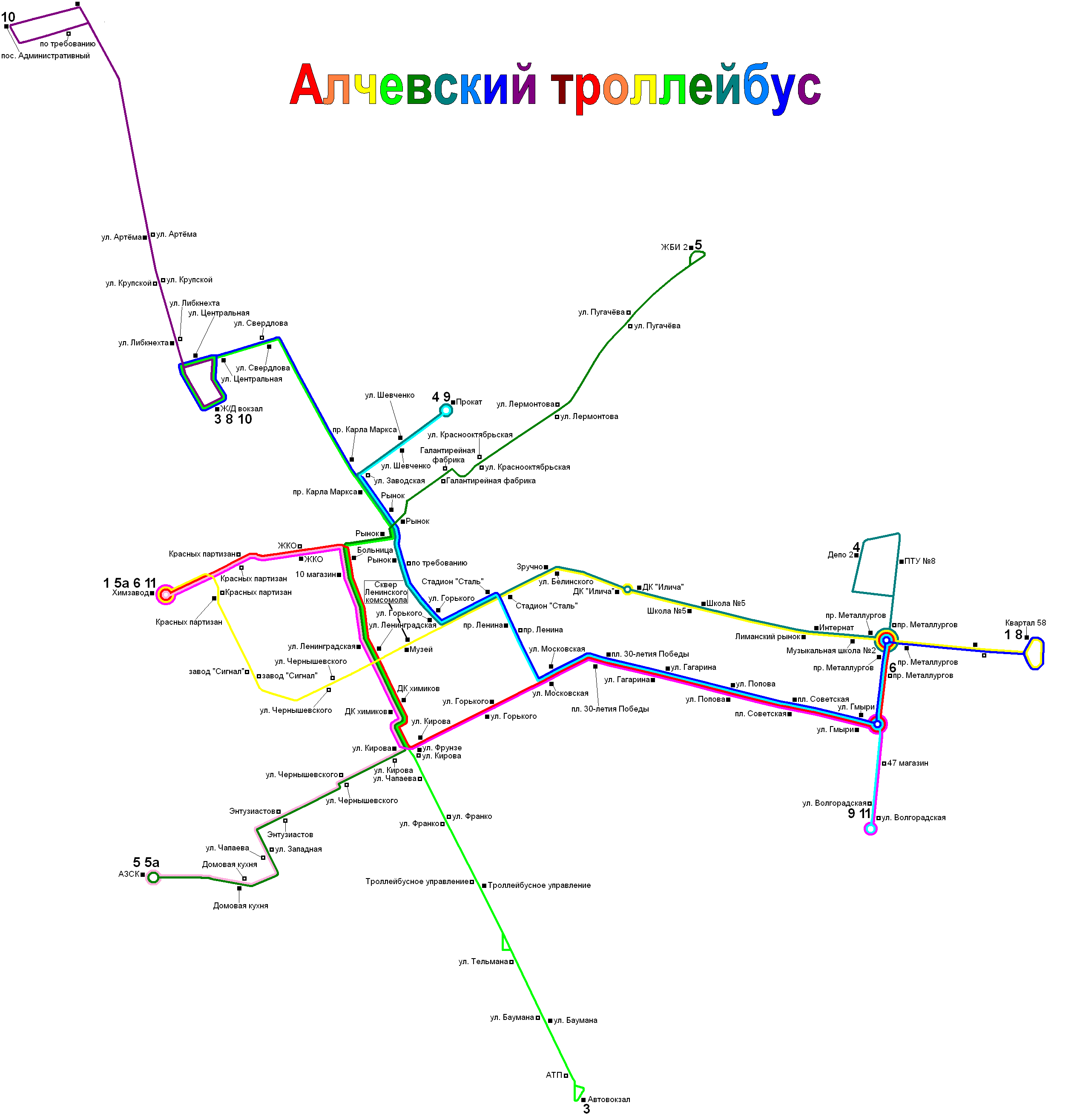
Schemat komunikacji trolejbusowej

Trolejbusy w Alczewsku − system komunikacji trolejbusowej działający w ukraińskim mieście Ałczewsk.
Trolejbusy w Ałczewsku uruchomiono 25 września 1954 na trasie ulica Czapajewa − Huta. W 1962 otwarto trasę do Перевальск, którą zamknięto w 2008. Obecnie w mieście działa jedna zajezdnia trolejbusowa.

## Linie
Obecnie w Ałczewsku istnieje 9 linii trolejbusowych, począwszy od 5 do 18 godzin:
- 3: Przystanek Autobusowy - stacja
- 4: Depot 2 - Walcownia
- 6: Aleja Hutników - Zakłady Chemiczne
- 8: kwartał 58 - Stacja
- 9:  Ulica Wołgograd - Walcownia
- 10:  Stacja - Ugoda Administracyjna
- 11:  Ulica Wołgograd - Zakłady Chemiczne

## Tabor
W eksploatacji znajduje się 51 trolejbusów:
- ZiU-9 − 37 trolejbusy
- ZiU-9 (trolejbusy przegubowe) − 5 trolejbusów
- JuMZ T1 (trolejbusy przegubowe) − 5 trolejbusów
- JuMZ T2 − 2 trolejbusy
- Dnipro E187 − 1 trolejbus

Tabor techniczny składa się z jednego trolejbusu KTG-1.